# Dainzú
Dainzú és un jaciment arqueològic de la civilització zapoteca, situat a l'est de les Valls Centrals d'Oaxaca al municipi de Tlacolula, a 19 km sobre la carretera panamericana 190, al sud-est de la ciutat d'Oaxaca de Juárez, capital de l'estat mexicà d'Oaxaca. És una antiga ciutat contemporània de Monte Albán, la florida de la qual fou anterior a la fundació de la metròpoli de les Valls. Fou fundada al voltant del segle vii aC i estigué habitada fins al final del període preclàssic mesoamericà (s. III de). Les primeres excavacions arqueològiques formals les hi feu Ignacio Bernal.

## Toponímia

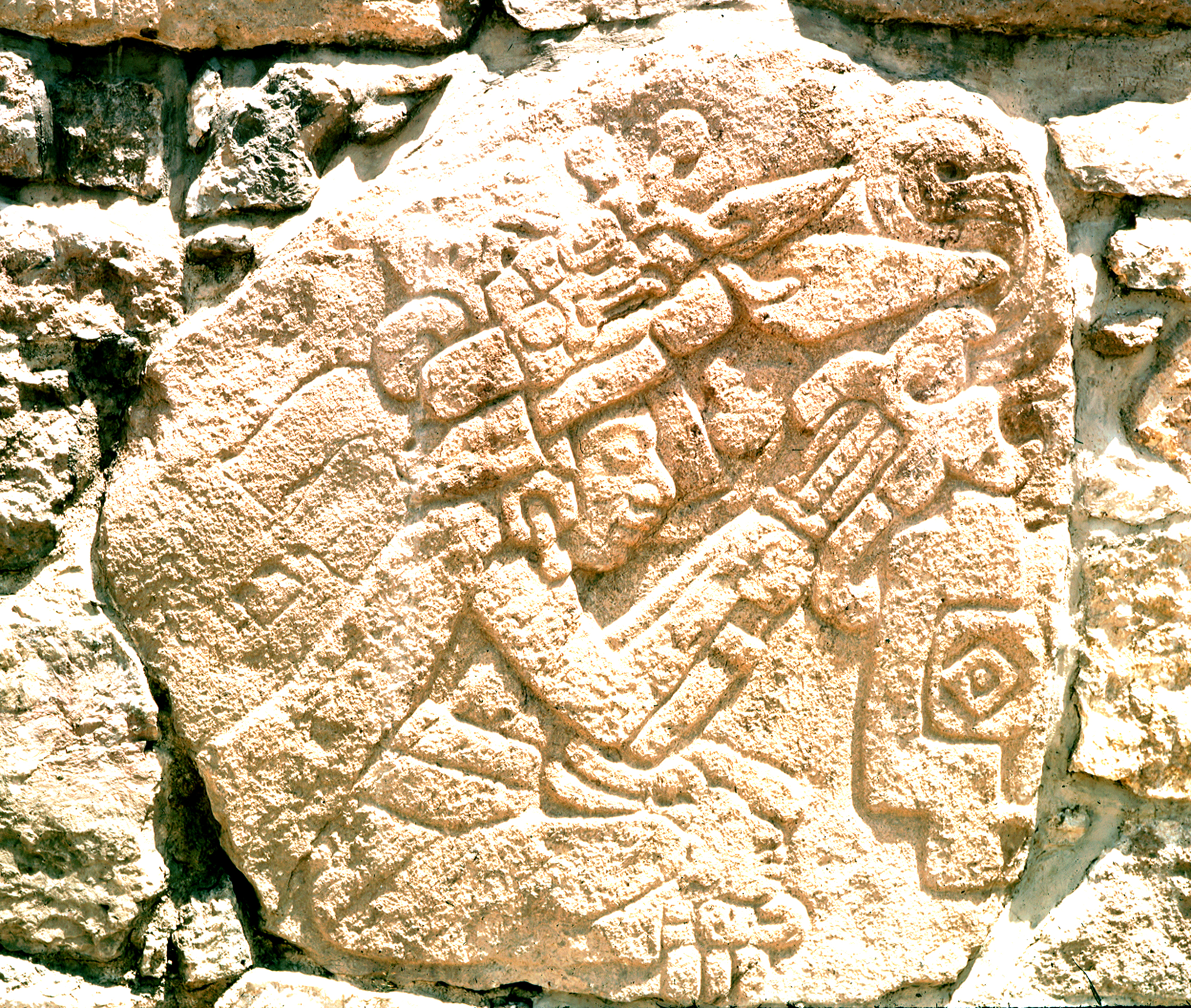
Gravat de Jugador de pilota

Es desconeix el nom originari d'aquest assentament humà.

La zona arqueològica el prengué del terme amb què els zapotecs del poble a què pertany la zona arqueològica de la Vall de Tlacolula anomenaven, en els temps en què Bernal feu les seues recerques, el lloc on és la zona arqueològica.
Aquest vocable era Dannizhú, que es pot traduir com 'Turó dels orgues'.
Un altre nom amb què es conegué la zona arqueològica és Quiebelagayo, que en idioma zapotec vol dir 'Cinc flors'. Aquest és el mateix significat del topònim nàhuatl Macuilxóchitl, que dona nom a la localitat més propera a la zona arqueològica, anomenada hui Macuilxóchitl d'Artigas Carranza.

## Història
El moment de la fundació de Dainzú és incert. És possible que haja estat ocupada alguns segles abans de la fundació de Monte Albán, com demostra la terrissa corresponent a la fase Rosario de les Valls Centrals d'Oaxaca (s. VII-V ae). Per aquella època, Dainzú era un dels principals llogarets de la vall de Tlacolula. Fou contemporània d'altres centres de població importants, com San José Mogote a la vall d'Etla. Com la resta dels llogarets de les Valls, també Dainzú contribuiria a la fundació de la metròpoli de Monte Albán, a la qual restà sotmesa uns segles més tard. La construcció de Monte Albán fou una fita que feu minvar la població dels pobles de les Valls, per la qual cosa Dainzú es reduí al voltant del segle II ae. Malgrat la important florida de Monte Albán, Dainzú conservà una dinàmica pròpia i fou una de les més importants ciutats del període clàssic mesoamericà. Finalment l'ocàs de Monte Albán ocasionà un reajustament de les relacions entre els pobles de les Valls, que també afectà Dainzú i n'originà la decadència.
Hi ha molts jaciments arqueològics al costat del riu Salado, incloent-hi el llogaret primerenc d'Abasolo. Davant, a l'oest de Dainzú, hi ha una extensió d'al·luvió cultivable; en aquestes àrees s'han localitzat tests de la fase Rosario Primerenc que testifica una ocupació vilatana a Dainzú des del 750 ae.

## La zona arqueològica

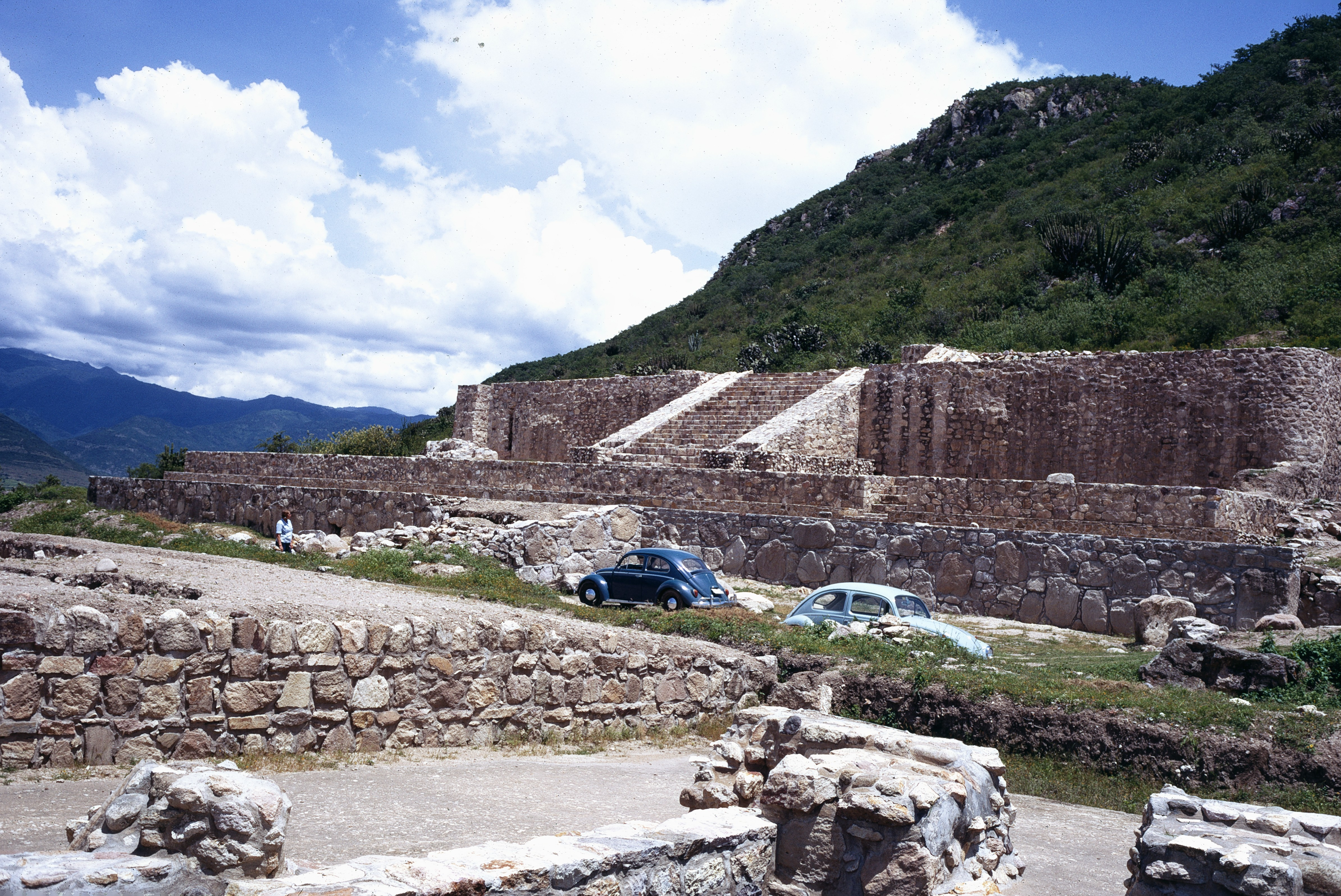
Zona arqueològica de Dainzú

L'estil arquitectònic d'aquest lloc és important perquè conté estructures de característiques úniques que el diferencien dels altres de la vall d'Oaxaca; aquestes reflecteixen una gran qualitat artística, com en la plataforma inferior de l'Edifici A, on hi ha una galeria de baixos relleus que representen jugadors de pilota.
Durant l'etapa urbana, Dainzú funcionà com una comunitat de segon rang en termes econòmics, polítics i religiosos. L'ocupació principal correspon a l'època de transició anomenada II-IIIa, del 250 al 350 de, si fa no fa.
Dainzú s'edificà al cim del turó; sembla que per raons estètiques l'entrada originària era al costat del riu, a l'oest. Estigué habitada des del 600 ae fins al 1200 de, tot i que hi ha la possibilitat, segons mostren els materials arqueològics, que l'àrea s'haja habitat abans que Monte Albán; la seua esplendor es donà entre el 600 ae i el 200 de.
El jaciment arqueològic de Dainzú és als voltants d'un afluent del riu Salado, a la vall de Tlacolula, tot i que hi ha unes terrasses i petròglifs traçats a les roques d'un turó proper.

## Estructures
Totes les construccions s'adequaren a la topografia del lloc.
Només s'han explorat tres d'aquestes estructures:

### Conjunt A

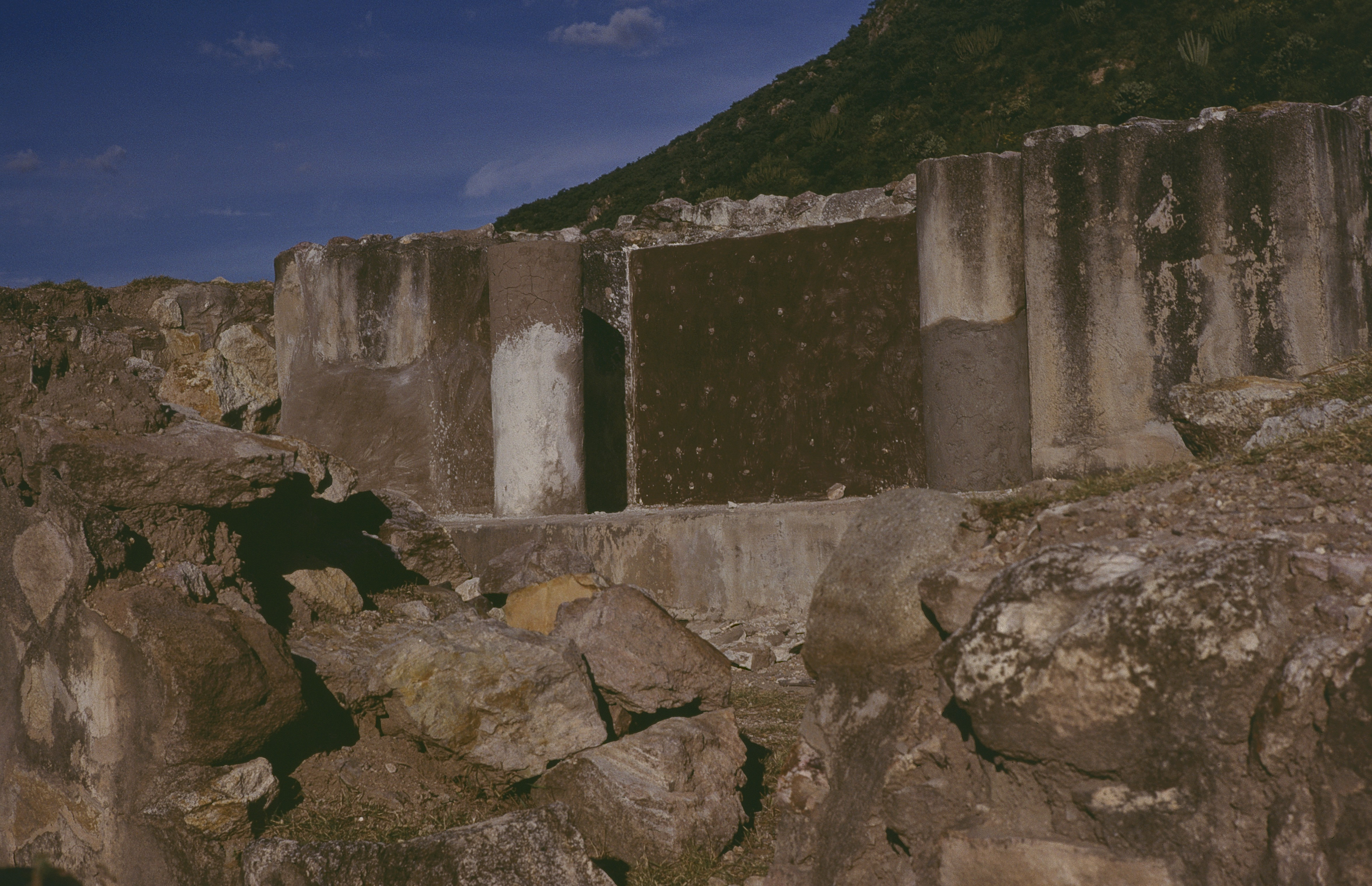
Dainzú

És a la part més alta de l'antiga ciutat, i sembla que tenia usos religiosos. És una construcció esglaonada amb quatre plataformes de pedres unides amb fang: la més interessant n'és la inferior pels baixos relleus que decoren el mur sud del cos inferior, on hi ha la galeria d'escultura monumental; cada pedra conté una figura completa en postures molt variades i amb molt de moviment: no n'hi ha dues d'iguals. D'acord amb la hipòtesi d'Ignacio Bernal, representen jugadors de pilota; degueren ser col·locats durant una reconstrucció posterior de la plataforma, per això no guarden gens d'ordre.
L'estructura es construí sobre una gran plataforma, contra el vessant oest del turó; té aproximadament 35 baixos relleus gravats al costat sud del mur de baix. La majoria d'aquests gravats representen jugadors de pilota, i quatre d'aquests són les quatre deïtats del joc. Intercalades entre les representacions dels jugadors hi ha uns baixos relleus de sacerdots fent ofrenes: contenen dates de calendari i podrien referir-se a dates de rituals específics de jocs.
És la terrassa més antiga; les seues característiques constructives tenen semblances amb l'edifici J de Monte Albán.
Es compon de tres terrasses superposades sobre el turó, està connectat amb l'edifici B per un pati estucat. Té dues façanes, l'una al nord i una altra al sud, amb una gran escalinata al centre.
La terrassa superior és la més alta i és formada per un mur gairebé vertical de més de 5 m d'altura amb cantonades arredonides: s'hi entrava per un passatge esglaonat i amb sostre. Durant les exploracions s'hi descobriren quatre cambres, el sostre el formen grans pedres col·locades en forma angular com les teulades d'algunes tombes de Monte Albán.
La terrassa central, la forma un mur vertical d'1,25 m d'alçària. L'accés n'és un sistema d'escalinates incrustades al pany del mur, a l'angle sud-oest.
La terrassa inferior, la forma un mur vertical de 3 m d'altura sobre el qual s'adossen els relleus dels jugadors de pilota que es concentren al parament sud.
Cap al nord hi ha un relleu diferent de la resta. Aquesta terrassa té una escalinata central amb cabirons.
Durant les diferents etapes constructives se'n feren canvis, com ara l'encastament de cambres, escalinates i cabirons, amb l'objectiu de reparar els danys de l'edifici i adequar-lo als nous i cada vegada més variats usos.
Al cim del turó, on s'adossa aquest mateix edifici, hi ha un gran nombre de roques naturals que sobreïxen de la vegetació i que representen caps tallats, probablement relacionats amb els jugadors de pilota.

### Galeria de gravats

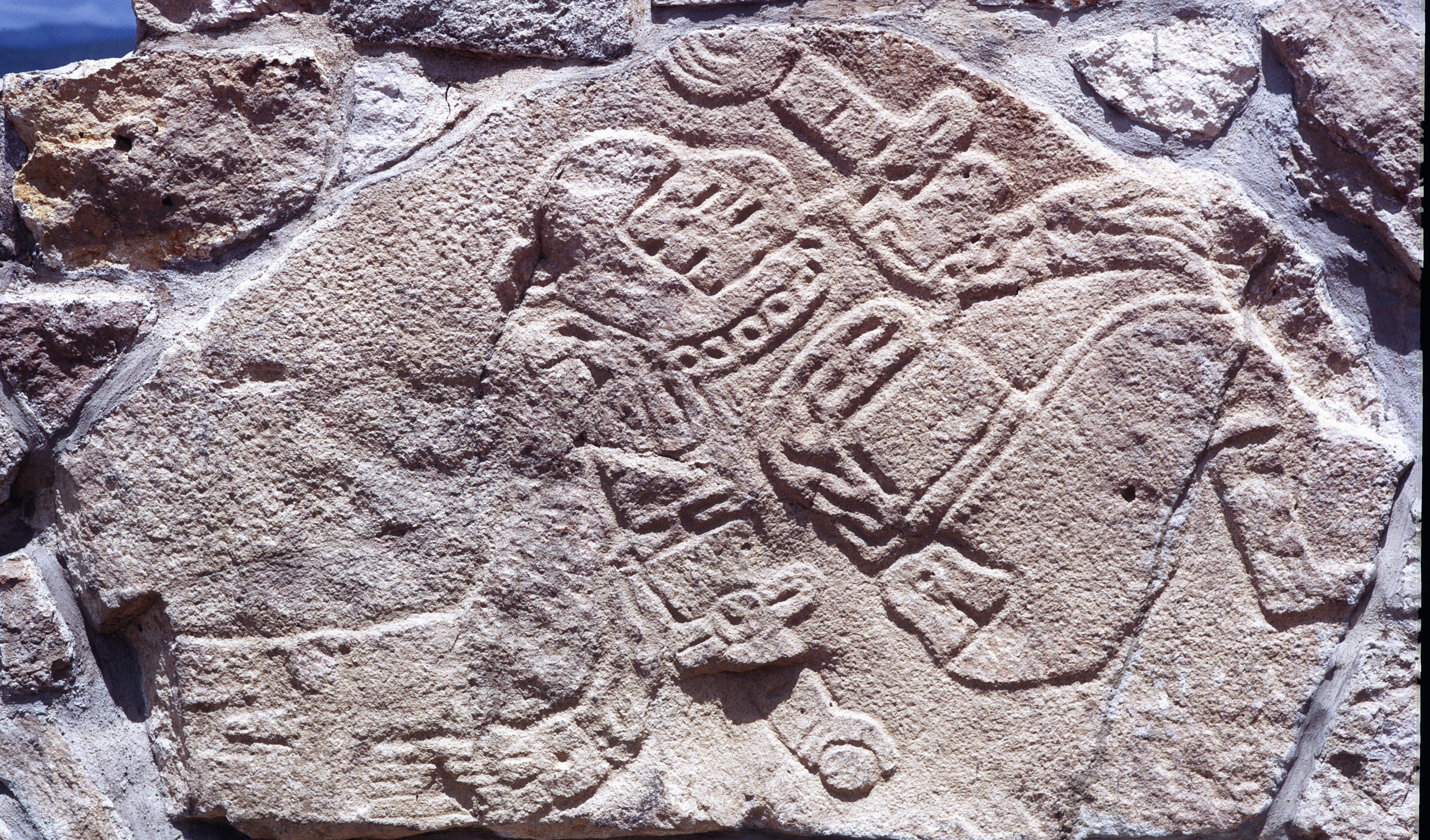
Gravat

Aquestes representacions són úniques a Mesoamèrica: en els gravats es poden apreciar dignataris religiosos, així com molts relleus de jugadors sostenint una pilota petita a la mà.
Dainzú enclou una galeria de baixos relleus amb representacions de personatges que recorden els Dansaires de la plaça central de Monte Albán i d'altres llocs preclàssics de les Valls. Quaranta-set d'aquests baixos relleus representen jugadors de pilota amb arreus protectors per al joc, com ara cascs, genolleres, guants...; alguns porten petites esferes a la mà. Una pista de joc de pilota es troba als voltants del centre de la zona arqueològica, aquesta construcció s'orienta sobre un eix est-oest. Altres motius es troben esculpits a la roca viva dels turons propers. La presència de cranis pot entendre's com una indicació del simbolisme associat al joc.

### Interpretació de gravats
Malgrat que una minoria d'investigadors suggereix que els relleus tracten sobre combatents, potser llançant pedres, la majoria opina que són jugadors. Segons l'investigador Heather Orr, els relleus formen una seqüència processional: mostren moments específics d'un ritual de "joc de pilota amb sacrifici humà com a resultat final".

## Conjunt B
Es troba a l'oest del complex A. Es compon d'una enorme estructura amb un conjunt de cambres de grans murs, escales molt belles i patis que uneixen les seues parts i que corresponen a diferents èpoques constructives. Té sis superposicions arquitectòniques, corresponents a diferents moments de l'edifici. Hi ha una important tomba amb un baix relleu d'un jaguar gravat a la roca monolítica que forma l'entrada. El cap del jaguar està gravat a la llinda, amb les potes davanteres flanquejant l'entrada.
La simplicitat de les construccions i la generositat dels espais oberts en places o patis conviden a imaginar activitats cíviques o populars realitzades allí.
L'accés a aquest edifici és molt característic: s'hi entrava per la part inferior de la terrassa o plaça, per una escalinata adossada al mur i creuant un passadís cobert amb grans làpides monolítiques. Originàriament aquest complex tenia dues terrasses separades, que foren connectades pel "temple groc". Hi ha canals subterranis per a drenatge d'aigües pluvials en diversos llocs, ben construïts amb secció transversal rectangular.
Dins les terrasses, es trobaren quatre cambres funeràries i altres tombes més simples.
La tomba més important (tomba 7) era totalment privada i s'hi accedia per una escala.

### Tomba 7

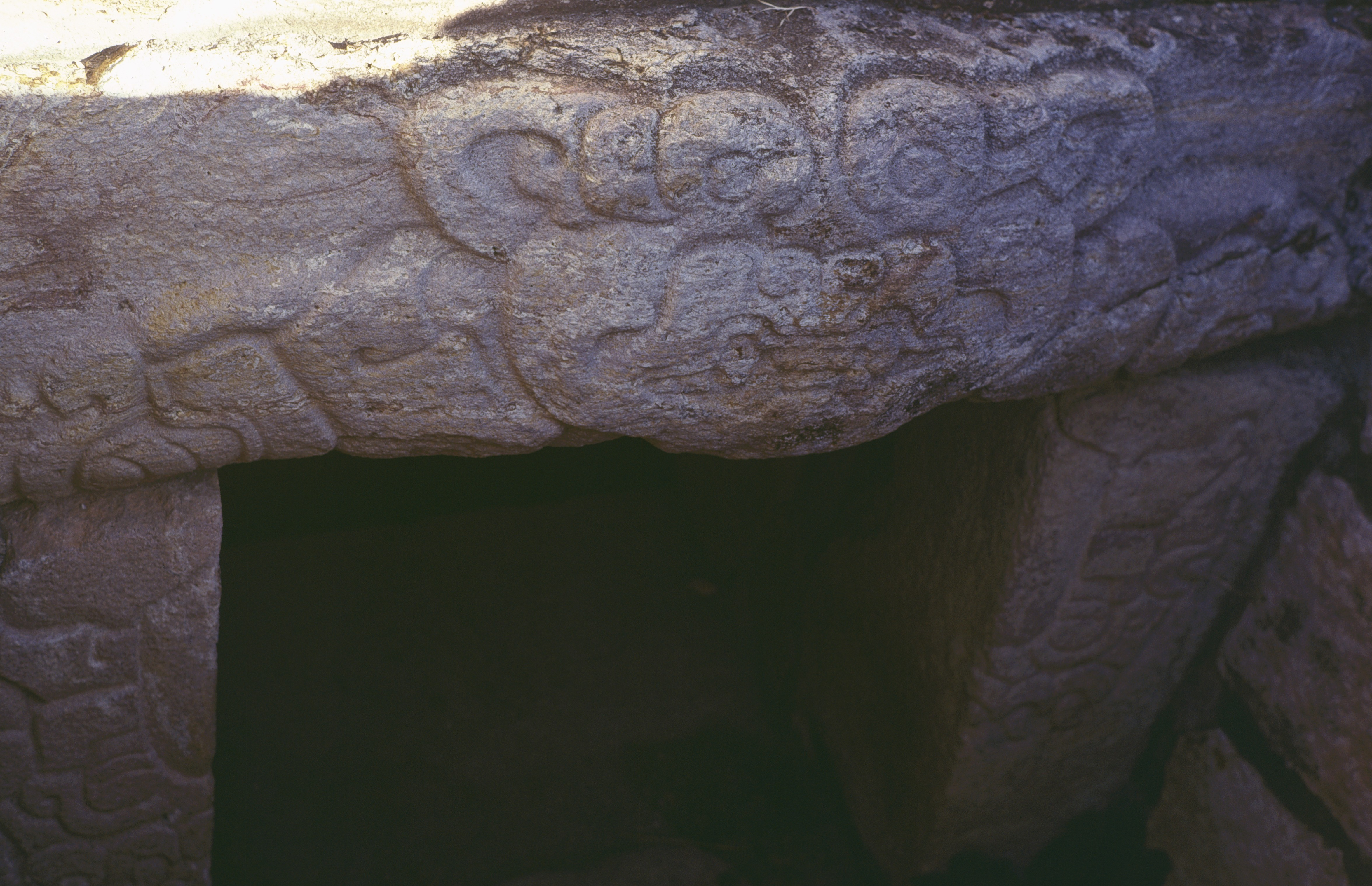
Entrada a la Tomba 7

Es construí a la part central de l'edifici B amb pedres carreuades en murs i nínxols. El sostre és format per pedres monolítiques. L'entrada, la forma la figura d'un jaguar amb el cap gravat a la llinda, i les potes davanteres flanquejant l'entrada.
Aquesta tomba degué ser saquejada en època precolombina, per això està parcialment destruïda.
Cronològicament la tomba correspon a l'època II-III A de Monte Albán (200 a 600 de).

## Temple groc
És una petita construcció feta de tova i pedra col·locada dins l'edifici B; és, sens dubte, un oratori construït sobre una plataforma estucada; el front mira cap a un petit pati d'orient a ponent, el pòrtic es compon de dues columnes cilíndriques monolítiques (a l'estil de Monte Albán), al costat dret aparegué un nínxol rectangular. Tot l'edifici era pintat de groc ocre, que devia tenir un significat religiós, igual que la seua orientació.

## Conjunt C
Aquesta estructura connectava al sud amb el conjunt B, de la mateixa alçada. És realment una petita terrassa que s'unia al sud amb el conjunt D, encara no excavat.

## Joc de pilota

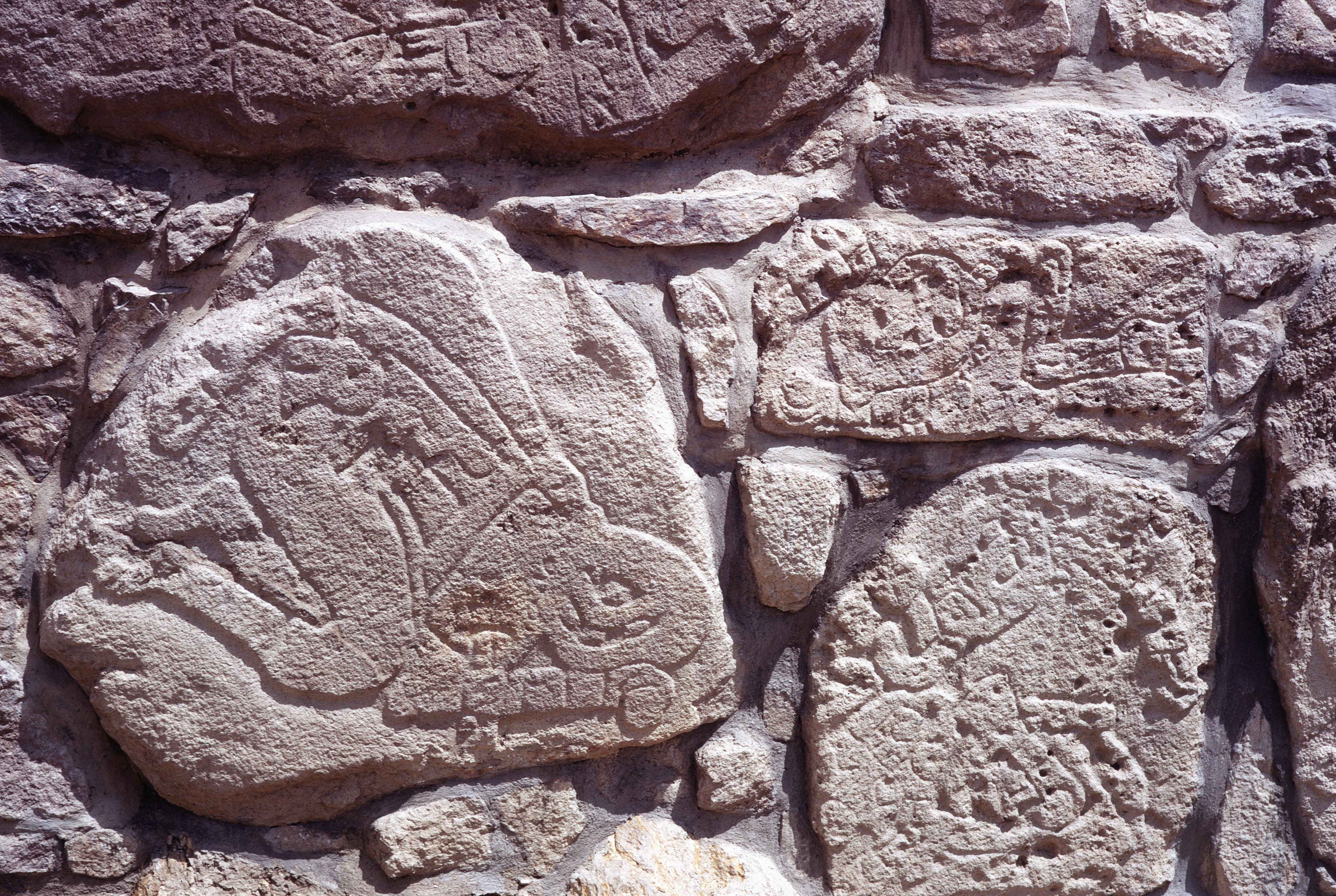
Jugadors de pilota

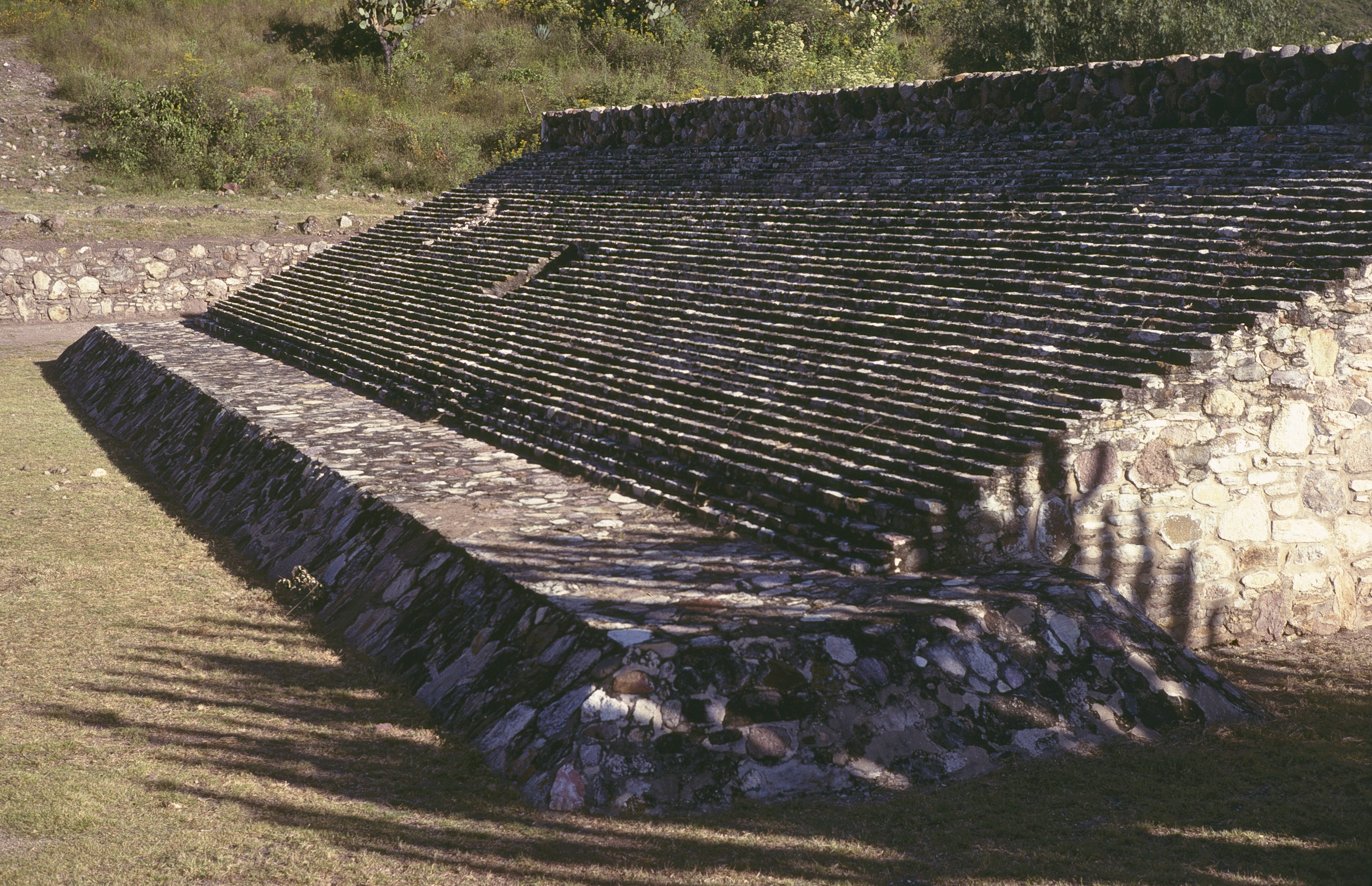
Pista de joc de pilota, costat restaurat

Només la meitat de la pista del joc de pilota ha estat excavada i restaurada; aquesta mostra petits blocs de pedra que semblen esglaons i que estaven recoberts d'estuc per formar una superfície en talús.
Es troba al centre d'una gran plaça. Vist en planta, té forma de I llatina, igual que els jocs de pilota de Monte Albán i Yagul. Té orientació est-oest, característica de tots els jocs de pilota de Mesoamèrica.
Durant l'exploració hi aparegueren relleus antropomorfs que representen jugadors de pilota, la qual cosa confirma la importància ritual d'aquesta activitat.
Es construí amb pedres irregulars gravades, unides amb morter d'argila i pedres petites o restes de ceràmica; es recobrí amb una prima capa d'estuc.
El vestit dels jugadors consistia en una combinació molt particular de pantalonets, genolleres, caretes o cascs felins i cintes, entre altres elements.
A Dainzú es representen dues formes del joc de pilota: una correspon a imatges dels relleus més antics, en què s'empren guants per a agafar, colpejar o llançar la pilota; l'altra, que degué jugar-se en època més tardana a les pistes en forma de I, la pilota havia de colpejar-se o llançar-se amb els malucs. Aquesta última versió del joc té el nom d'olomaliztli.